# Breznica, Žagubica
Breznica (izvirno srbsko Брезница) je naselje v Srbiji, ki upravno spada pod Občino Žagubica; slednja pa je del Braničevskega upravnega okraja.

## Demografija
V naselju, katerega izvirno (srbsko-cirilično) ime je Брезница, živi 178 polnoletnih prebivalcev, pri čemer je njihova povprečna starost 47,4 let (45,5 pri moških in 49,1 pri ženskah). Naselje ima 76 gospodinjstev, pri čemer je povprečno število članov na gospodinjstvo 2,71.
Prebivalstvo je večinoma nehomogeno, a v času zadnjih treh popisov je opazno zmanjšanje števila prebivalcev.
|  |

| Demografija | Demografija     | Demografija     |
| Leto        | Št. prebivalcev | Št. prebivalcev |
| ----------- | --------------- | --------------- |
|             |                 |                 |
|             |                 |                 |
|             |                 |                 |
|             |                 |                 |
| 1948        | 415             |                 |
| 1953        | 402             |                 |
| 1961        | 375             |                 |
| 1971        | 354             |                 |
| 1981        | 305             |                 |
| 1991        | 267             | 250             |
| 2002        | 244             | 211             |
|             |                 |                 |

| Etnična sestava po popisu iz leta 2002 | Etnična sestava po popisu iz leta 2002 | Etnična sestava po popisu iz leta 2002 | Etnična sestava po popisu iz leta 2002 | Etnična sestava po popisu iz leta 2002 |
| -------------------------------------- | -------------------------------------- | -------------------------------------- | -------------------------------------- | -------------------------------------- |
| Vlahi                                  | Vlahi                                  |                                        | 110                                    | 52,13%                                 |
| Srbi                                   | Srbi                                   |                                        | 98                                     | 46,44%                                 |
| Albanci                                | Albanci                                |                                        | 2                                      | 0,94%                                  |
| Romuni                                 | Romuni                                 |                                        | 1                                      | 0,47%                                  |
| Neznano                                | Neznano                                |                                        | 0                                      | 0,0%                                   |